# Hadalanthus
Hadalanthus is een geslacht van zeeanemonen uit de klasse van de Anthozoa (bloemdieren).

## Soort
- Hadalanthus knudseni Carlgren, 1956